# Léoncel
Léoncel è un comune francese di 54 abitanti situato nel dipartimento della Drôme della regione dell'Alvernia-Rodano-Alpi.

## Società

### Evoluzione demografica
Abitanti censiti

## Monumenti e luoghi d'interesse
- Abbazia di Léoncel